# Müsse (Landkreis Celle)
Die Müsse ist ein Naturschutzgebiet in der niedersächsischen Gemeinde Hohne in der Samtgemeinde Lachendorf im Landkreis Celle.
Das Naturschutzgebiet mit dem Kennzeichen NSG LÜ 138 ist 154 Hektar groß. Wenige hundert Meter westlich schließt sich das Naturschutzgebiet „Allerdreckwiesen“ an. Das Gebiet steht seit dem 21. Dezember 1985 unter Naturschutz. Es ersetzt das Ende 1984 ausgewiesene Landschaftsschutzgebiet gleichen Namens. Zuständige untere Naturschutzbehörde ist der Landkreis Celle.
Das Naturschutzgebiet liegt westlich von Hohne. Es stellt ein Feuchtgebiet mit einem Erlen-Eschen-Bruchwald in der Allerniederung unter Schutz. Der Bruchwald grenzt im Süden an die Bäche Wiehe und Schwarzwasser. 
Infolge von Flurbereinigungsmaßnahmen kam es zu Grundwasserabsenkungen. Um Schäden von dem Feuchtgebiet abzuwenden, wurden Maßnahmen ergriffen, die eine Wiedervernässung des Gebietes zum Ziel hatten. Über ein Grabennetz kann Wasser aus der Wiehe entnommen und gesteuert in das Naturschutzgebiet geleitet werden.
Das Naturschutzgebiet ist weitestgehend von weiteren bewaldeten Flächen umgeben. Nach Westen grenzt es teilweise an landwirtschaftliche Nutzflächen.